# 奧龍河歐白魚
奧龍河歐白魚（学名：Alburnus orontis）為輻鰭魚綱鯉形目雅羅魚科歐白魚屬的其中一種，被IUCN列為易危保育類動物，分布於亞洲土耳其及敘利亞奥龙特斯河流域，體長可達9.1公分，棲息在溪流底中層水域，生活習性不明，棲地受到水汙染、水壩修築而受到威脅。

## 扩展阅读
維基物種上的相關：奧龍河歐白魚